# Maysville (Arkansas)
Maysville – jednostka osadnicza w Stanach Zjednoczonych, w stanie Arkansas, w hrabstwie Benton.